# Molly Stewart
Molly Stewart (Holland, Míchigan; 5 de noviembre de 1991) es una actriz pornográfica y modelo erótica estadounidense.

## Biografía
Natural de Míchigan, nació en el Medio Oeste en noviembre de 1991. Sus padres la educaron en casa, manteniendo poco contacto con los jóvenes de la comunidad, de los que se mantuvo bastante apartada, sensación que se ahondó con su introversión en la época del instituto. Con 18 años se trasladó hasta Los Ángeles, donde comenzó su andadura en la industria del entretenimiento para adultos como modelo de cámara web en 2013 para portales como MyFreeCams y ManyVids.
En la primavera de 2017 fue descubierta por Playboy, con quien hizo sus primeras sesiones como modelo erótica bajo la dirección de la fotógrafa de la marca Holly Randall. Ese mismo año debutaría como actriz pornográfica, con 26 años.
Como actriz, ha trabajado con estudios como Digital Playground, Mofos, Reality Kings, Manyvids, Playboy, Babes, Brazzers o Pulse Distribution, entre otros. También rodaría con Twistys, compañía con la que firmó en septiembre de 2018 un contrato en exclusividad para grabar escenas y películas, como Provocative Molly Stewart.
Fue elegida Pet of the Month de la revista Penthouse en septiembre de 2017. En enero de 2020 el portal Twistys la nombró Twistys Treat of the Year de 2019.
En 2020 recibió sus primeras nominaciones en el circuito profesional de la industria, destacando por conseguir el reconocimiento tanto en los Premios AVN como en los Premios XBIZ en la categoría de Artista lésbica del año.
Ha rodado algo más de 130 películas como actriz.

## Premios y nominaciones
| Año  | Ceremonia    | Resultado | Premio                       | Trabajo |
| ---- | ------------ | --------- | ---------------------------- | ------- |
| 2019 | Premios XBIZ | Nominada  | Estrella web del año         | —       |
| 2019 | Premios XBIZ | Nominada  | Modelo cam femenina del año  | —       |
| 2020 | Premios AVN  | Nominada  | Artista lésbica del año      | —       |
| 2020 | Premios AVN  | Nominada  | Camgirl favorita             | —       |
| 2020 | Premios AVN  | Nominada  | Estrella clip indie favorita | —       |
| 2020 | Premios XBIZ | Nominada  | Artista lésbica del año      | —       |
| 2020 | Premios XBIZ | Nominada  | Modelo cam femenina del año  | —       |
| 2021 | Premios AVN  | Nominada  | Artista lésbica del año      | —       |
| 2021 | Premios XBIZ | Nominada  | Artista lésbica del año      | —       |